# Astana Womens 2 2012
L'Astana Womens 2 2012 è stato un torneo di tennis facente parte della categoria ITF Women's Circuit nell'ambito dell'ITF Women's Circuit 2012. Il torneo si è giocato a Astana in Kazakistan dal 21 al 27 maggio 2012 su campi in cemento e aveva un montepremi di $25,000.

## Vincitori

### Singolare
Ljudmyla Kičenok ha battuto in finale  Lisa Whybourn con il punteggio di 4–6, 6–4, 6–2

### Doppio
Valentina Ivachnenko /  Kateryna Kozlova hanno battuto in finale  Diana Isaeva /  Ksenia Kirillova con il punteggio di 6–2, 6–0